# Liste der Naturdenkmäler im Bezirk Feldkirch
Die Liste der Naturdenkmäler im Bezirk Feldkirch listet die als Naturdenkmal ausgewiesenen Objekte im Bezirk Feldkirch im Bundesland Vorarlberg auf.

## Naturdenkmäler
| Foto |                 | Name                                     | ID  | Standort             | Beschreibung | Fläche | Datum |
| ---- | --------------- | ---------------------------------------- | --- | -------------------- | --- | ------ | ----- |
| 1    | Datei hochladen | Eiche                                    | 99  | Altach Standort      | |        |       |
| 0 BW | Datei hochladen | Bötzis Eiche                             | 45  | Düns Standort        | |        |       |
| 1    | Datei hochladen | Eiche (Breandöachele)                    | 31  | Feldkirch Standort   | |        |       |
| 1    | Datei hochladen | dreistämmige Linde, 180 Jahre            | 32  | Feldkirch Standort   | |        |       |
| 1    | Datei hochladen | Lindenbaum 100 Jahre alt                 | 36  | Feldkirch Standort   | |        |       |
| 1    | Datei hochladen | 1000jährige Eibe                         | 38  | Feldkirch Standort   | |        |       |
| 0 BW | Datei hochladen | Sommerlinde Martinskapelle               | 40  | Feldkirch Standort   | |        |       |
| 0 BW | Datei hochladen | Dorflinde Gisingen                       | 43  | Feldkirch Standort   | |        |       |
| 0 BW | Datei hochladen | Eibe Bärenkreuzung Bahnhofstr.           | 185 | Feldkirch Standort   | |        |       |
| 0 BW | Datei hochladen | Bastard-Platane                          | 215 | Feldkirch Standort   | |        |       |
| 0 BW | Datei hochladen | Linde, 150–200 Jahre                     | 216 | Feldkirch Standort   | |        |       |
| 0 BW | Datei hochladen | Frastanzer Ried                          | 41  | Frastanz Standort    | | 39 ha  |       |
| 1    | Datei hochladen | Sommer-Linde Maria Ebene                 | 44  | Frastanz Standort    | |        |       |
| 0 BW | Datei hochladen | Linde                                    | 64  | Frastanz Standort    | |        |       |
| 1    | Datei hochladen | zwei Linden                              | 65  | Frastanz Standort    | |        |       |
| 0 BW | Datei hochladen | Eiche, 250–300 Jahre alt                 | 30  | Göfis Standort       | |        |       |
| 1    | Datei hochladen | Bergahorngruppe                          | 100 | Götzis Standort      | |        |       |
| 0 BW | Datei hochladen | Pappel                                   | 104 | Götzis Standort      | |        |       |
| 0 BW | Datei hochladen | Stieleiche                               | 105 | Götzis Standort      | |        |       |
| 0 BW | Datei hochladen | Platane                                  | 107 | Götzis Standort      | |        |       |
| 1    | Datei hochladen | Bergahorn                                | 108 | Götzis Standort      | |        |       |
| 1    | Datei hochladen | Bergahorn                                | 109 | Götzis Standort      | |        |       |
| 1    | Datei hochladen | Buche-Föhre, eng umwachsen               | 189 | Götzis Standort      | |        |       |
| 1    | Datei hochladen | Linde                                    | 110 | Klaus Standort       | |        |       |
| 0 BW | Datei hochladen | Ahorn                                    | 102 | Koblach Standort     | |        |       |
| 0 BW | Datei hochladen | Wettertanne (Fichte), 300–350 Jahre      | 33  | Laterns Standort     | |        |       |
| 0 BW | Datei hochladen | 2 Zirben (Hochgerach)                    | 214 | Laterns Standort     | |        |       |
| 1    | Datei hochladen | Silberpappel                             | 96  | Mäder Standort       | |        |       |
| 0 BW | Datei hochladen | Weißweide                                | 97  | Mäder Standort       | Zum Zeitpunkt der Unterschutzstellung 1989 hatte der Baum einen Stammumfang von 4,40 Metern, bis 2016 wuchs er auf 7,05 Meter an. Bereits um 2006 wurde ein starker Pilz- und Ameisenbefall festgestellt, ausgelöst dadurch, dass die Ruten über einen längeren Zeitraum nicht mehr zurückgeschnitten worden waren. Es musste eine sogenannte Kronen-Sicherung eingebaut und die Krone stark zurückgeschnitten werden. Im Jahr 2016 schließlich wurde der Baum komplett zurückgestutzt, wodurch er gerettet und für weitere Jahrzehnte erhalten werden konnte. |        | 1989  |
| 0 BW | Datei hochladen | Eiche                                    | 98  | Mäder Standort       | |        |       |
| 0 BW | Datei hochladen | Eichengruppe aus 5 Eichen                | 22  | Rankweil Standort    | |        |       |
| 0 BW | Datei hochladen | sechs Eichen                             | 23  | Rankweil Standort    | |        |       |
| 1    | Datei hochladen | Zwei Linden                              | 120 | Rankweil Standort    | |        |       |
| 1    | Datei hochladen | Zwei Linden                              | 121 | Rankweil Standort    | |        |       |
| 1    | Datei hochladen | Doppelstammeiche                         | 122 | Rankweil Standort    | |        |       |
| 1    | Datei hochladen | Winterlinde                              | 123 | Rankweil Standort    | |        |       |
| 1    | Datei hochladen | Stieleiche                               | 124 | Rankweil Standort    | |        |       |
| 1    | Datei hochladen | Linde                                    | 125 | Rankweil Standort    | |        |       |
| 1    | Datei hochladen | Sommerlinde                              | 126 | Rankweil Standort    | |        |       |
| 1    | Datei hochladen | Mammutbaum                               | 133 | Rankweil Standort    | |        |       |
| 1    | Datei hochladen | Rosskastanie am Marktplatz               | 221 | Rankweil Standort    | |        |       |
| 1    | Datei hochladen | Bastard-Linde beim Schulplatz            | 222 | Rankweil Standort    | |        |       |
| 0 BW | Datei hochladen | Winter-Linde beim Lindenweg              | 223 | Rankweil Standort    | |        |       |
| 0 BW | Datei hochladen | Eichengruppe entlang der Schweizerstraße | 224 | Rankweil Standort    | |        |       |
| 0 BW | Datei hochladen | Eichengruppe entlang der Schweizerstraße | 225 | Rankweil Standort    | |        |       |
| 0 BW | Datei hochladen | Eichengruppe entlang der Schweizerstraße | 226 | Rankweil Standort    | |        |       |
| 0 BW | Datei hochladen | Eichengruppe entlang der Schweizerstraße | 227 | Rankweil Standort    | |        |       |
| 0 BW | Datei hochladen | Eichengruppe entlang der Schweizerstraße | 228 | Rankweil Standort    | |        |       |
| 1    | Datei hochladen | Stieleiche am Ratzbach                   | 113 | Röthis Standort      | |        |       |
| 0 BW | Datei hochladen | Stieleiche beim Sportplatz               | 114 | Röthis Standort      | |        |       |
| 0 BW | Datei hochladen | Lindengruppe auf der Garsilla            | 53  | Satteins Standort    | |        |       |
| 1    | Datei hochladen | Linde Frommengärsch                      | 47  | Schlins Standort     | |        |       |
| 0 BW | Datei hochladen | Stieleiche                               | 119 | Sulz Standort        | |        |       |
| 1    | Datei hochladen | Linde s`Lindele auf Latus                | 117 | Übersaxen Standort   | |        |       |
| 1    | Datei hochladen | Linde Rößlelinde                         | 118 | Übersaxen Standort   | |        |       |
| 0 BW | Datei hochladen | Eibe                                     | 29  | Viktorsberg Standort | |        |       |
| 1    | Datei hochladen | Linde                                    | 112 | Weiler Standort      | |        |       |

## Ehemalige Naturdenkmale
| Foto |                 | Name                 | ID | Standort           | Beschreibung                                    | Fläche | Datum |
| ---- | --------------- | -------------------- | -- | ------------------ | ----------------------------------------------- | ------ | ----- |
| 0 BW | Datei hochladen | Stiel-Eiche Gisingen | 39 | Feldkirch Standort | Die Eiche musste im Sommer 2014 gefällt werden. |        |       |

| Foto:                    | Fotografie des Naturdenkmals. Klicken des Fotos erzeugt eine vergrößerte Ansicht. Daneben finden sich zwei Symbole: \| Weitere Bilder vorhanden \| Das Symbol bedeutet, dass weitere Fotos des Objekts verfügbar sind. Durch Klicken des Symbols werden sie angezeigt. \| \| Eigenes Foto hochladen \| Durch Klicken des Symbols können weitere Fotos des Objekts in das Medienarchiv Wikimedia Commons hochgeladen werden. \| |
| Name:                    | Bezeichnung des Naturdenkmals laut offiziellen Quellen |
| ID                       | Identifikator |
| Standort:                | Es ist die Gemeinde und falls vorhanden die Adresse angegeben. Darunter sind die Katastralgemeinde (KG) und die Grundstücksnummer angeführt. Durch Aufruf des Links Standort wird die Lage des Denkmals in verschiedenen Kartenprojekten angezeigt. |
| Beschreibung             | Kurze Beschreibung des Naturdenkmals |
| Fläche                   | Fläche des Naturdenkmals in Hektar (ha) |
| Datum                    | Datum oder Jahr der Unterschutzstellung |
| Weitere Bilder vorhanden | Das Symbol bedeutet, dass weitere Fotos des Objekts verfügbar sind. Durch Klicken des Symbols werden sie angezeigt. |
| Eigenes Foto hochladen   | Durch Klicken des Symbols können weitere Fotos des Objekts in das Medienarchiv Wikimedia Commons hochgeladen werden. |